# Nippon Tetsudō

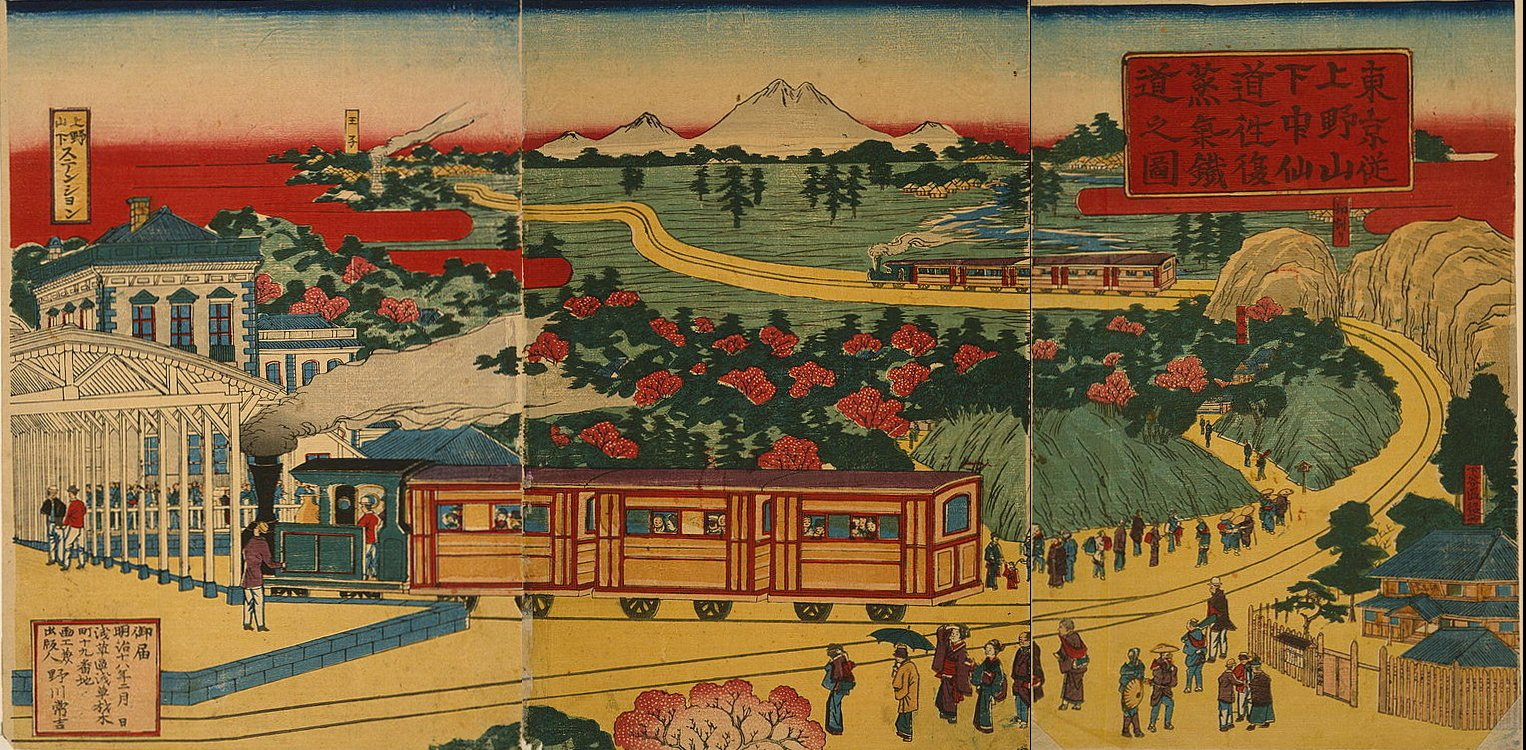
Zeitgenössische Darstellung des Bahnhofs Ueno und der Verbindung in Richtung Kumagaya.

Nippon Tetsudō (jap. 日本鉄道, „Japan-Eisenbahn“, engl. Nippon Railway) war Japans erste private Eisenbahngesellschaft, die Dampflokomotiven einsetzte. Das 1881 gegründete Unternehmen eröffnete 1883 seine erste Strecke zwischen Ueno und Kumagaya, die zum Herzstück ihres Streckennetzes um Tokio wurde. Bis zur Verstaatlichung 1906 bestanden Verbindungen nach Maebashi, Nikkō, Mito und Aomori; die spätere Yamanote-Linie und die Tōhoku-Hauptlinie nutzen in weiten Teilen das Streckennetz der Nippon Tetsudō.
Zwar bezeichnet die Literatur die Nippon Tetsudō oft als älteste private Bahngesellschaft Japans. Aber die ebenfalls private Tōkyō Basha Tetsudō (東京馬車鉄道) wurde bereits 1880 gegründet und nahm 1882 den Betrieb einer Pferdebahn in der Innenstadt von Tokio auf. Sie wurde später von der Stadt Tokio gekauft und Teil des heutigen Verkehrsamtes der Präfektur Tokio.

## Lokomotiven
In Klammern die Staatsbahn-Baureihe:
| Tenderlokomotiven | Schlepptenderlokomotiven |
| --- | --- |
| - K 2/2 (10) - SS 2/3 (140) - W 2/4 I (400) - D 2/4 (500) - W 2/4 II (600) - S 2/4 (900) - O 3/3 (1040) - W 3/3 (1100) - M 3/3 (1290) - D 3/3 (1850) - P 3/3 (1900) - N 3/3 (1960) - D 3/4 (2100) - NB 3/4 (2120) - H 3/5 (3170) - P 3/5 (3200) - HS 3/5 (3240) - B 3/5 (3250) - Db 3/6 (3800) - Ma 2/2+2/2 (4500) | - Dbt 2/4 I (5230) - Obt 2/4 (5270) - Pbt 2/4 I (5300) - Pbt 2/4 II (5500) - Nbt 2/4 (5630) - SSbt 2/4 (5650) - Pbt 2/4 III (5600) - Dbt 2/4 II (5830) - Bbt 2/5 (6600) - Dt 3/4 (7050) - Pt 3/4 (7080) - Wt 3/4 (7600) - Nt 3/4 (7750) - Bt 4/5 (9300) - Rt 4/5 (9400) - Bt 4/6 (9700) |